# Туй (посёлок)
Туй — упразднённый посёлок в Тарском районе Омской области России. Входил в состав Атирского сельского поселения. Упразднен в 2008 году.

## География
Располагался на северо-востоке региона, в подтаёжной полосе Западно-Сибирской равнины, на правом берегу реки Туй, в 2,5 км выше впадения в неё реки Кыртовки.

## История
В 1951 году в тайге образован Туйский участок Тарского леспромхоза; при нём вырос посёлок рабочих Туйский, позднее Туй.
Посёлок перестал существовать в начале 2000-х годов. Последним жителем был Николай Николаевич Алмазов.
Официально упразднён Законом Омской области от 01 ноября 2008 года № 1090-ОЗ

## Население
Согласно результатам переписи 2002 года, в поселке проживал 1 человек, русский.

## Инфраструктура
Лесное хозяйство.
Туризм, через пос. Тарский проходил пеший маршрут III категория сложности (С. Васис — верховья р. Б. Тугра — пос. Туйский — р. Туй — с. Тевриз).

## Транспорт
Лесная дорога.
Авиасообщение, летали самолёты АН-2.